# Crepidophorus mutilatus
Crepidophorus mutilatus là một loài bọ cánh cứng trong họ Elateridae. Loài này được Rosenhauer miêu tả khoa học năm 1847.

## Hình ảnh

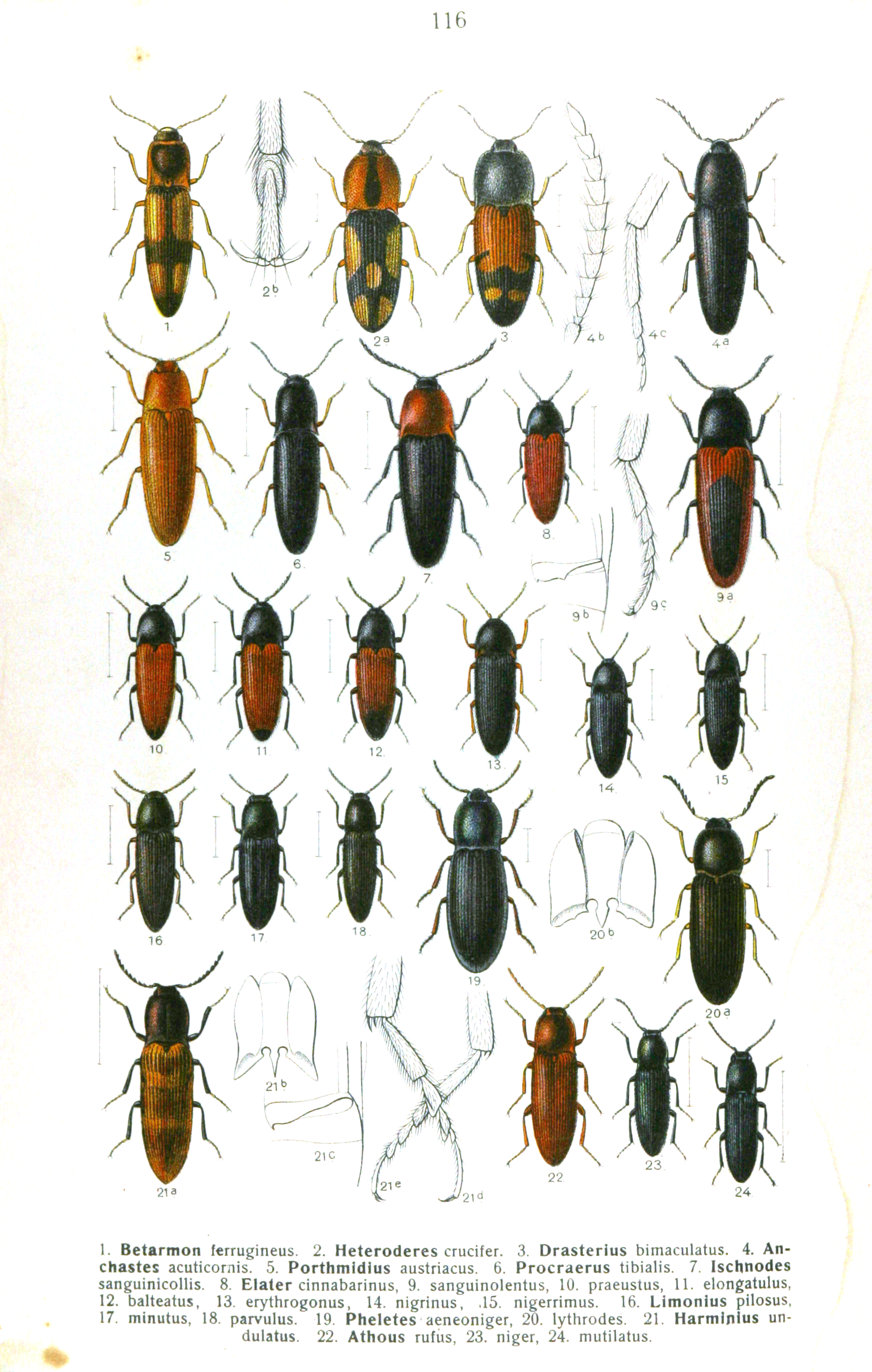